# UGC 51
UGC 51 es una galaxia espiral barrada localizada en la constelación de Piscis.